# Johann August Otto Riese
Johann August Otto Riese (* 6. Oktober 1850 in Breslau; † 13. Februar 1939 in Frankfurt am Main) war ein deutscher Baumeister.
Riese war erst Stadtbaurat und Magistratsmitglied der Stadt Frankfurt am Main. Dann wirkte er als Baumeister der Bagdadbahn.
Sein Sohn war der Universitätsprofessor Otto Riese.